# Aneby
Aneby là một khu đô thị ở các quận của Jönköping ở Thụy Điển.